# Eppiesbargie
Eppiesbargie (ook: Eppies Bargie of Eppiesbergje) is een grafheuvel ten westen van Valthe in de Nederlandse provincie Drenthe.
De heuvel is opgeworpen in de tijd van de enkelgrafcultuur tussen 2850 tot 2450 v.Chr, in de laatste fase van de nieuwe steentijd (neolithicum). Daarna heeft de heuvel nog dienstgedaan als grafheuvel in de midden-bronstijd (ca. 1800 - 1100 v.Chr.). Er is toen een tweede graf in de heuvel aangelegd. De heuvel werd verhoogd en met veldkeien verzwaard en vervolgens werd er nog een derde persoon begraven. In die fase is er rond de heuvel een greppel aangelegd. In de periode erna is in de directe omgeving een urnenveld aangelegd.
De grafheuvel is deel van een serie grafmonumenten (heuvels, hunebedden en urnenvelden) tussen Emmen en Odoorn, waarschijnlijk langs een pre-historische route. De grafheuvel ligt vlak bij hunebed D34 en hunebed D35.
De archeoloog Albert van Giffen heeft in 1937 onderzoek gedaan aan deze grafheuvel. Daarbij is de heuvel voor een groot deel uitgegraven.

## Trivia
De naam Eppies Bargie is zeer waarschijnlijk ontleend aan een voormalige eigenaar van de aangrenzende gronden, ene Egbert (Eppie) Vos die zich op de heuvel zou hebben (laten) verhangen.